# DOK-ING
DOK-ING d.o.o. är en kroatisk fordonstillverkare. I företagets sortiment ingår obemannade markfordon, minröjare, brandbilar, gruvdriftsfordon och den eldrivna stadsbilen DOK-ING Loox. Företagets huvudkontor och huvudsakliga produktion ligger i Zagreb. En del av produktionen är dock förlagd till Slunj. DOK-ING har även en filial vardera i USA (DOK-ING America Llc.) och Sydafrika (DOK-ING Africa (Pty) Ltd.). Till företagets internationella kunder hör bland annat den svenska armén som använder sig av minröjaren MV-4.

### Fotnoter
1. 1 2 3  Dok-ing.hr Arkiverad 15 september 2014 hämtat från the Wayback Machine. - Företagets officiella webbplats (engelska)
2. ↑  Poslovni.hr (kroatiska)
3. ↑  Army-technology.com (engelska)